# Xã Kerton, Quận Fulton, Illinois
Xã Kerton (tiếng Anh: Kerton Township) là một xã thuộc quận Fulton, tiểu bang Illinois, Hoa Kỳ. Năm 2010, dân số của xã này là 121 người.